# نابنط أجرد
نابنط أجرد (الاسم العلمي:Nepenthes glabratus) هو نوع غير مؤكد من النباتات يتبع جنس النابنط من الفصيلة النابنطية.